# Liste des évêques de Maurienne
La liste des évêques de Maurienne — que l'on trouve parfois sous la forme évêque de Saint-Jean-de-Maurienne — présente la liste épiscopale des titulaires du diocèse de Maurienne. 
Le diocèse de Maurienne est fondé, probablement vers 579, par le roi de Bourgogne Gontran, qui fait élever une cathédrale dédiée à Jean le Baptiste dans la ville de Maurienne, future Saint-Jean-de-Maurienne. Depuis saint Felmase (v.  579), premier titulaire, ce sont soixante-dix évêques qui se succèdent sur le siège de Maurienne. Certains auteurs anciens, comme Guichenon (XVIIe siècle), Besson (XVIIIe siècle) ou encore les chanoines Angley et Truchet (2e président de la S.H.A.M.) au XIXe siècle, ont pu placer, selon la tradition, des évêques non confirmés par les travaux plus contemporains, notamment ceux du chanoine Gros (4e président de la S.H.A.M.) ou encore l'historien Lovie (cf. section « Bibliographie »).
Les évêques de Maurienne sont considérés, au cours de la période médiévale, comme les « Légats Pontificaux pour la Savoie », ayant un rôle diplomatique notamment auprès des comtes de Savoie. Au cours de la période d'occupation révolutionnaire, de 1803 à 1825, l’évêché est réuni à celui de Chambéry. Le diocèse est restauré en 1825 et depuis 1866, l'archevêque de Chambéry porte également les titres d'évêque de Maurienne et d'évêque de Tarentaise.

## Les évêques de Maurienne

### Premiers évêques
Joseph-Antoine Besson mentionne en 341 un premier évêque Lucien (Lucianus, episcopus Maurianensis), qui aurait participé à un concile de Rome (repris dans la Gallia Christiana auquel Besson participe). Toutefois, certains auteurs mettent en doute cette affirmation, notant pour Dominique Roget de Belloguet (1796-1872), « Marianensi peut désigner un archevêque de Calabre, et Maranensi un évêque de Dalmatie » alors que dans les Travaux de la Société d'histoire et d'archéologie de Maurienne, il est rappelé l'erreur commise par Besson et d'autres qui ont inscrit « au catalogue de nos évêques un certain Lucianus, qui occupait le siège épiscopal de Mariana (Corse) en 337 ». Par ailleurs, le « concile auquel assista ce Lucien est fort douteux », notamment pour l'année 341.
Trois autres évêques — Ruffus, Voconius et Boson — sont également avancés par Besson et Angley à sa suite, sans preuves véritables,. Le diocèse ayant été créé v.  579, Felmase en serait le premier titulaire.
| Dates              | Nom(s)                                 | Mention(s) | Éléments biographiques |
| ------------------ | -------------------------------------- | --- | --- |
| 579                | saint Felmase Felmase Ier              | Besson (1759) ; Angley (1846) ; Truchet (1867) ; Lovie (1979)                                                               | Premier évêque de Maurienne, s'intitulant Segusinae civitatis vel Maurianorum episcopus, consacré au concile de Chalon de 579 par l'évêque métropolitain de Vienne. |
| v. 581 — 603       | saint Hiconius Iconius I Æconius       | Besson ; Angley ; Truchet ; Lovie                                                                                           | Signe les actes du premier concile de Mâcon (581) et du second concile de Mâcon (585),. Selon la légende, il participe à la découverte du corps de saint Victor (v. 602/603), à Genève. Qualifié de Bienheureux. |
| † v. 608           | Leporius Leborius I                    | Besson ; Angley ; Truchet ; Germain (2007)                                                                                  | Qualifié de bienheureux dans la Légende de la vie de sainte Thècle,. Son corps reposerait dans la collégiale Saint-André de Grenoble. |
| v. 608             | Enchonius Onchonius Iconius II         | Chronique de l'abbaye de Saint-Bénigne de Dijon repris dans les Annales de Barionus (1588-1593) ; Besson ; Angley ; Germain | Donné par Angley comme celui qui aurait découvert le corps de saint Victor à Genève (voir saint Hiconius/Iconius I). |
| v. 650             | Leborius Leborius II Leporius Liborius | Besson ; Angley ; Truchet ; Lovie ; Germain                                                                                 | Participe au troisième concile de Chalon, en 650,, aux côtés de Clair (Clarus), évêque de Grenoble, Baldemar (Baldemarus), évêque de Tarentaise et la plupart des évêques de Bourgogne et de Neustrie. Qualifié de bienheureux. Cependant Prieur et Vulliez indiquent les différentes formes qu'a prises son nom et précisent que « certains auteurs, à tort, en ont fait deux personnages distincts ».           |
| v. 700             | Veranus Veramnus Verannus Veran        | Besson ; Angley | Serait originaire de Maurienne. |
| v. 726             | Walchunus Vualchin Vualchinus          | Besson ; Angley précisant qu'il ne le fait qu'en citant Besson                                                              | Cité dans deux chartes (726 et 739) du patrice Abbon,. La Gallia Christiana le désigne comme son oncle, tandis que certains érudits le considèrent comme le fils du duc Mero. |
| après 739          | Saint Émilien                          | Besson ; Angley ; Truchet                                                                                                   | Martyr des Sarrasins vers 738. Toutefois, comme le souligne Truchet « L'histoire ne nous apprend aucune particularité de la vie de saint Emilien »,. Le chanoine Gros observe une similarité entre sa tradition et celle d'un autre évêque, Émilien de Nantes, populaire en Bourgogne qui s'est également opposé aux Sarrasins, concluant qu'il « rejoint la liste des nombreux saints qui n'ont jamais existé ». |
| v. 750             | Felmase II                             | Besson ; Angley | |
| avant 774          | Vithgarius Witgarius                   | Chronicon Novalicense ; Annales Bénédictines de Jean Mabillon (XVIIe siècle), cité par Angley                               | Ancien abbé de Novalaise (confusion probable avec l'évêque Willicarius de Sion ou Wilicaire, archevêque de Vienne). |
| v. 813             | Felmase III                            | Besson ; Angley ; Lovie | Participe au concile de Chalon en 813. |
| v. 825 — après 842 | Mainard                                | Angley | |
| 853 — avant 859    | Joseph                                 | Besson ; Angley | |
| v. 859             | Abbon Abbo                             | Besson ; Angley ; Lovie | Participe au concile de Tulle (Toul) en 859, puis de Touzi (près de Toul), en 860,. |
| v. 875 — † 883     | Adalbert Adalbertus                    | Besson ; Angley ; Truchet                                                                                                   | Participe au concile de Pavie, en 875. |
| v. 887             | Asmonde                                | Angley ; Lovie (1948) | Évêque de Suse et de Maurienne. Acte de donation apocryphe du roi Boson de 887. |
| v. 898             | Guillaume Ier Willerme I               | Besson ; Angley | Assiste au sacre de Rainfroi, archevêque de Vienne, en 898,. |
| v. 907             | Benoit                                 | Angley | Soumission de l'évêché à la métropole de Vienne. |
| v. 915 — après 926 | Odelard Odilaf Édolard                 | Besson ; Angley ; Truchet ; Lovie                                                                                           | Présent aux conciles de Châlons en 915 et de Charlieu en 926 Angley indique un Saint Odilard qui le précède et qui aurait été tué avec l’archevêque d’Embrun, saint Benoît Ier par les Sarrasins lors d'un sac, mais dont il n'existe aucune trace dans les sources,. Martyr. Besson indique à sa suite, un saint sans nom, tué à Embrun.                                                                         |
|                    | Hiporius                               | Besson ; Angley | Probablement contemporain du Bienheureux Landry († v. 1050) |
| v. 980             | Emmalde Emaldus                        | Besson ; Angley | |
| ?                  | Thibaud Theobald                       | Besson | Placé dans ce siècle avant Eberard par Besson, alors qu'il est précisé que le document servant de preuve, sans date, « n'est pas plus tard que les dix premières années de l'onzième siècle ». Ce placement est également corrigé par Mgr Billiet (1861) |

### Évêques impériaux (XIeauXVesiècle)
| Dates                                  | Nom(s)                                                                         | Mention(s)                                             | Éléments biographiques |
| -------------------------------------- | ------------------------------------------------------------------------------ | ------------------------------------------------------ | --- |
| v. 994 - † v.1038 (pour Besson)        | Éverard Eberard Ebrard Urardus                                                 | Besson ; Angley ; Billiet (1861) ; Lovie               | Participe au Concile d'Anse (994). À la même période, on mentionne un Eberhardus (Eberhard) comme évêque de Sion et fils du roi Rodolphe III de Bourgogne. |
| v. 1011 — † avant 1037                 | Urard Éverard Eurard                                                           | Angley (1846) ; Billiet (1861) ; Lovie (1979)          | Participe au second concile d'Anse (1025). Apporte son soutien à Eudes II de Blois, contre l'empereur germanique Conrad le Salique, dans la Succession de Bourgogne (1032-1034). |
| 1037 — † 1056                          | Thibaud Thibault Theobald/Theobaldus Tetubaldus                                | Angley (1846) ; Lovie ; Leguay (1984)                  | Participe en 1037 à l'assemblée de Romans, à une donation de Léger, archevêque de Vienne, puis une donation aux chanoines en 1040. Donation. Des auteurs ont pu le désigner, comme frère du comte Humbert, à l'origine de la dynastie des Humbertiens puis de la Maison de Savoie. Donation commune des deux personnages, le 14 juin 1046,. À propos de cette donation, Georges de Manteyer (1899) indiquait que « le premier [le comte Humbert] en avait le haut domaine, le second [Thibaud] en avait la propriété directe. Par conséquent, l'évêque les tenait en fief du comte qui, à ce titre, était son suzerain. »                                                                 |
| v. 1061                                | Brochard Burchard Burcard Broccad                                              | Besson (1759) ; Angley ; Lovie ; Leguay (1984)         | Des auteurs, comme le curé Esprit Combet, dans son Histoire chronologique des évêques de Maurienne (1633-1636), ont pu le désigner, sans preuves, comme fils du même comte Humbert. |
| v. 1075                                | Artaud Artald                                                                  | Besson ; Angley ; Lovie                                | Donation. |
| v. 1080                                | Arnold Arnoldus Enold Enoldus Eberard                                          | Besson ; Angley                                        | |
| v. 1081 - ap. 1112 1082 — v.1116       | Conon de Genève Conon I                                                        | Besson ; Angley ; Lovie ; Leguay ; Mazel (2016)        | Issu d'une riche famille de Genève, peut être des comtes de Genève puisqu'un acte le donne comme oncle du comte Aymon Ier. Impose son autorité à l'ensemble de la Maurienne par un acte de 1098. |
| ap. 1107                               | Bérard                                                                         | Besson ; Angley                                        | Angley précise que « chartes et chronique du chapitre ne nous ont pas même transmis leur nom ». |
|                                        | Jean Ier                                                                       | Besson ; Angley                                        | Angley précise que « chartes et chronique du chapitre ne nous ont pas même transmis leur nom ». |
| v. 1112/16 1116 — 1124                 | Amédée de Faucigny, Amédée Ier                                                 | Besson ; Angley ; Leguay ; Mazel                       | Fils du seigneur Guillaume de Faucigny. |
| v. 1125                                | Ayrald I Aicald                                                                | Besson ; Angley                                        | |
| v. 1127                                | Conon II                                                                       | Besson ; Angley ; Truchet ; Lovie ; Mazel              | À partir de 1129, il ne semble plus avoir de droit sur le val de Suse à la suite d'un accord avec l'abbaye de la Novalaise. |
| 1124 — 1134 ou 1132 — ou v.1134 — 1146 | Airald Airald Ier Le B. Ayrald Ayraldus Eyraud                                 | Besson ; Angley ; Truchet ; Leguay                     | Réformateur de la vallée, chartreux de Portes (Bugey), peut être le fils d'un comte de Bourgogne et neveu du pape Calixte II. Donné pour saint Plusieurs évêques ont porté le nom Airald (Ayrald) apportant des confusions quant à la caractérisation des uns et des autres, ainsi qu'à la période de leur épiscopat. Joseph-Antoine Besson (1759) en mentionnera quatre,. L'auteur précise pour les deux premiers « On le confond avec le précédent, ce que je n'oserais nier absolument ». Le chanoine Angley en mentionne trois,. Les auteurs de Saints et saintes de Savoie (1999) n'en mentionnent que deux. Les notices d'autorité de la BNF ou VIAF donnent pour saint Airald III. |
| 1132 — 1146, 1134 — 1136 1158 — v.1060 | Ayrald II Airald II Ayraldus Ayrald Ayrold Ayrald III                          | Besson ; Angley ; Leguay                               | Ancien chartreux, doyen du décanat de Saint-André (1102-1132). Besson précise « On le confond avec le précédent, ce que je n'oserois nier absolument », tandis que Mugnier (1884) indique que Ayrald II et Ayrald III ne font qu'un |
| 1146 — 1158                            | Bernard I de Portes Bernard I Bernardus à Portis                               | Besson ; Angley ; Leguay                               | Mention dans un rescrit de l'empereur Conrad III (1146). Il peut être confondu avec Bienheureux Bernard Ier de Portes, chartreux et évêque de Belley. L’Histoire hagiologique de Belley rappelle que « Tous les auteurs n'admettent pas que notre B. Bernard ait été évêque de Maurienne », mais que d'autres donnent plusieurs raisons démontrant qu'ils sont les mêmes, car il est nommé dans la chronique de la Grande-Chartreuse comme successeur d'Ayrald ; que malgré sa démission du siège de Belley, il consent à devenir évêque de Maurienne par obéissance au Pape et que l'évêque de Maurienne est dit sortir, tout comme B. Ayrald, de la chartreuse de Portes.               |
| v. 1158                                | Hugues Gui                                                                     | Besson ; Angley mais qui remet en cause son existence, | Chartreux de Portes (Bugey). |
| 1158 — 1160                            | Airald II Airald IV                                                            | Besson ; Angley                                        | |
| 1160 — 1176                            | Guillaume II Villelme                                                          | Besson ; Angley ; Leguay                               | Donné comme prieur de la Grande Chartreuse par Angley. S'oppose à l'empereur Frédéric Barberousse. |
|                                        | Pierre I                                                                       | Besson ; Angley                                        | Donné par Besson, mais peut être comme succédant à Ayrald II/III. Résigne. Mentionné en 1184 comme ayant été ancien évêque. |
| 1177 — 1198                            | Lambert d'Allevard Lambert Lambertus de Al(l)avardo                            | Besson ; Angley ; Germain (2007)                       | |
|                                        | d'Allevard Electus de Allavardo                                                | Donné uniquement par Angley                            | |
| v. 1198/1200 — 1212                    | Bernard de Chignin Bernard II                                                  | Besson ; Angley ; Leguay                               | Transféré en 1212 à l'archevêché de Tarentaise,. |
| v. 1208                                | Antelme I                                                                      | Mentionné par Besson, supprimé par Angley              | |
| 1211 — 1220                            | Amédée de Genève Amédée II                                                     | Besson ; Angley ; Leguay                               | Originaire de Genève, fils du comte Guillaume Ier de Genève. Certains auteurs anciens ont confondu parfois avec Amédée de Miribel, Amédée II de Miribel, originaire de Genève ou sa région (Besson). En 1221, un Jean, membre du chapitre de la cathédrale de Maurienne, est élu mais non confirmé par le pape. |
| Après juillet 1220                     | Pierre d'Arènes Pierre II de Arenis                                            | Besson ; Angley                                        | Besson indique « placé après Amédée dans une ancienne chartre (...). J'ai hésité si je ne le supprimerois point, il n'aura siégé que peu de temps ». Angley de son côté indique qu'il « est très probable qu'il n'a point pris possession de l'Evèché », puisqu'il n'existe, malgré les nombreuses sources sur la période, « aucun acte de son administration ». |
| v. 1221/22 — 1235/36                   | Aimar de Bernin Aymard Aymon                                                   | Besson ; Angley ; Leguay                               | Devient archevêque d'Embrun en 1235. |
| v. 1235/36 — v. 1255/56/58             | Amédée III Amédée II Amédée de Méribel                                         | Besson ; Angley ; Leguay                               | Il y a une confusion au sujet de cet Amédée. Joseph-Antoine Besson donnait un seul personnage, tandis que le chanoine Ambroise Angley distingue deux personnages, Amédée (III) de Savoie et à sa suite, entre v. 1250 et v. 1255, Amédée (IV) de Miribel. Le comte Amédée de Foras, dans un article sur le sujet, donne uniquement Amédée III de Savoie, fils du comte Thomas Ier de Savoie, mentionnant le fait que certains auteurs ont avancé Amédée (IV) de Miribel. |
| 1256/58 — † 1261                       | Pierre de Morestel Pierre III                                                  | Besson ; Angley ; Leguay                               | Pierre de Morestel est membre du chapitre de la cathédrale de Maurienne. |
| 1261/62 — † 1269                       | Anthelme de Clermont Anthelme Ier de Capello Anselme de Cappela Antelme II     | Besson ; Angley ; Lovie ; Leguay                       | |
| 1269 — † 1273                          | Pierre de Guelis Pierre IV P. de Buellis ou Guelesa ou Guelesta                | Besson ; Angley ; Leguay                               | |
| 1273/76 — † 1300                       | Aimon Ier de Miolans Aymon I                                                   | Besson ; Angley ; Leguay                               | |
| 1301 — 1308                            | Amblard d'Entremont                                                            | Besson (1759) ; Angley (1846) ; Gros ; Leguay (1984)   | |
| 1308 — † 1334                          | Aimon II de Miolans Aymon d'Urtières                                           | Besson ; Leguay                                        | |
| 1334 — † 1349                          | Anthelme II de Clermont Anthelme II                                            | Besson ; Leguay                                        | Besson donne Anthelme III. |
| 1349 — † 1376                          | Amédée de Savoie Amédée V                                                      | Besson ; Leguay                                        | Besson donne Amédée IV. Évêque de Maurienne († 1376), fils de Philippe Ier, seigneur de Piémont, il porta le titre de comte de Lyon avant sa nomination. |
|                                        | Amédée de Montmayeur Amédée V                                                  | Besson                                                 | |
| 1376 — 1380                            | Jean de Malabaïla Jean II (Giovanni Malabailla) Malabailla/Malabayla/Malabella | Besson ; Lovie ; Leguay                                | |
| 1381 — 1383                            | Henri de Sévery Henri de Smiriaco                                              | Besson ; Lovie ; Leguay                                | Vaudois d'origine, ami du pape Clément VII, il fut prieur de Balmes, Payerne, puis Romainmôtiers avant de passer par Saint-Jean. Il est rapidement transféré à l'évêché de Rodez en 1385. |
| 1383 — 1410                            | Savin de Florence Savin de Floran(o)                                           | Besson ; Lovie ; Leguay                                | Nommé évêque de Toul, puis de Maurienne avant de terminer sa carrière comme conseiller du duc Amédée VIII. |
| 1410 — 1422                            | Amédée de Montmayeur Amédée VI Aymon de Montmayeur                             | Besson ; Lovie ; Leguay                                | Abbé de Saint-Michel-de-la-Cluse, le pape Jean XXIII le transfère ensuite à Lausanne, mais le pape Martin V annule la nomination. |
| 1422 — 1432                            | Aimon III de Gerbais Aymon III Aimon de Gerbaix de Sonnaz                      | Besson ; Lovie ; Leguay                                | Fils d'un trésorier général du comté de Savoie. |
|                                        | Urbain de Gerbais                                                              | Besson                                                 | Choisi par le Chapitre pour succéder à Aimon III, mais l'élection n'a pas été confirmée. |
| 1433 — † 1441                          | Oger Moriset Oger Ogier Moriset (Ogerio Moriset) Oger de Conflans              | Besson ; Lovie ; Leguay ; catholic-hierarchy.org       | Né à Conflans près d'Albertville. Il a été évêque d'Aoste entre 1411 et 1433. |
| 1441 — 1451                            | Cardinal Louis de La Palud Louis I Louis de Varembon                           | Besson ; Lovie ; Leguay                                | Cardinal de Varembon, précédemment évêque de Lausanne. À sa mort, le pape Nicolas V nomme Jacques Carietti, chanoine régulier de l'Ordre de St-Augustin. De son côté le Chapitre désigne Jean-Louis Octave de Savoie, fils du duc Louis Ier. Le pape renonce. |

### Évêques savoyards (XIVeauXVIIIesiècle)
Depuis l'Indult de 1451, les évêques de Maurienne sont choisis par le duc de Savoie et ce choix doit être validé par la Curie romaine,.
À partir du 17 février 1768, les évêques portent le titre honorifique de « Prince d'Aiguebelle » créé par le roi Charles-Emmanuel III en faveur de Mgr Grisella de Rosignan, tout en perdant leur pouvoir temporel sur la vallée.
| Dates                                      | Nom(s) | Éléments biographiques |
| ------------------------------------------ | --- | --- |
| 1451 — 1452                                | cardinal Jean de Ségovie Jean III,                                                                          | Archidiacre de Villaviciosa en Espagne, cardinal du titre de Saint-Calixte (1441), mais destitué (1449). Il obtient alors l'évêché de Saint-Paul-Trois-Châteaux, puis celui de Maurienne, mais il doit le quitter (1452) pour devenir prieur d'Aiton. Devint archevêque de Césarée in partibus infidelium (1452). Il est aussi connu sous le nom de Bienheureux Calis,. |
| 1452 — † 1483 évêque commendataire         | cardinal Guillaume d'Estouteville Guillaume III,                                                            | Administrateur apostolique. Evêque de d’Angers, puis évêque de Lodève, puis archevêque de Rouen et évêque d’Ostie et évêque de Porto. |
| 1483 — 1499                                | Étienne (de) Morel Étienne Morelli,                                                                         | Abbé d'Ambronay (Bresse) 1482 — 1499. |
| 1499 — 1532 (résigne)                      | cardinal Louis II de Gorrevod de Challand Louis II ,                                                        | Abbé d'Ambronay (Bresse) 1499 — résigne en 1527 Premier évêque de Bourg-en-Bresse (1515 — 1534), fait chanoine de Genève par le pape Alexandre VI, cardinal le 9 mars 1530. Mort le 22 avril 1535. |
| 1532 — † 1544                              | Jean-Philibert de Challes Jean-Philibert Loriol de Châles,                                                  | Neveu du précédent. Abbé d'Ambronay (Bresse) 1527 — 1544 Dans sa fuite de son évêché en direction de la France, il perd le « titre original de la fondation du siège de Maurienne par Gontran ». |
| 1544 (1551 ?) — † 1559                     | cardinal Girolamo Recanati Capodiferro Jérôme Ricevalli,                                                    | Origine romaine. Surnom Cappo di Ferro. |
| 1560 — † 1563                              | Brondolesius de Trottis Brandelisio Trotti Brandalisio, Brondolésius, Brandelise, Grandelisius,             | Issu de la famille Trotti, originaire de Ferrare. Prévôt de la cathédrale de Ferrare. Désigné en 1560 et meurt sur le trajet qui l'amène pour la première fois dans son diocèse. |
| 1563 — 1567 évêque commendataire (résigne) | cardinal Hippolyte d'Este Hipolyte d'Est,                                                                   | Fils de Lucrèce Borgia et d'Alfonse Ier d'Este. Cardinal ordonnateur de la villa d'Este, dit « Cardinal de Ferrare ». Décès à Rome en 1572. |
| 1567 — † 1591                              | Pierre de Lambert,                                                                                          | Chanoine de Genève, doyen de la Sainte-Chapelle. Ne pas confondre avec son frère Pierre de Lambert (Pietro Lamberti) (1533-1541), évêque de Caserte. |
| 1591 — 1618 (résigne)                      | Philibert Milliet Philibert François Milliet de Faverges,                                                   | Membre de la famille Milliet. Neveu de l'évêque précédent. Se réfugie à Turin pendant le conflit franco-savoyard. Il résilie son évêché en 1618, devient archevêque de Turin jusqu'à sa mort en 1624. Neveu et coadjuteur du précédent. |
| 1618 — † 1636                              | Charles Bobba Charles Bobbaz,                                                                               | Originaire d'une famille noble de Montferrat (Piémont). Frère d'Ascagne Bobbaz, marquis de Graye, chevalier de l'Ordre de l'Annonciade et grand Chambellan de Savoie. |
| 1640 — † 1656                              | Paul Milliet, dit de Challes,                                                                               | Membre de la famille Milliet. Neveu de Philibert Milliet de Faverges (Famille Milliet) |
| 1658 — † 1686                              | Hercule Berzet Ercole Berzetti Hercules Berzetti Hercule (de) Berzet,                                       | Originaire du Piémont. Ancien soldat. |
| 1686 — † 1736                              | François-Hyacinthe de Valpergue de Masin Francesco Giacinto Valperga di Masino François-Hyacinthe de Masin, | Abbé de Saint-Pierre de la ville de Chalon par Louis XIV avant d'être appelé à la cour de Savoie. Coadjuteur de l'archevêque de Turin, il est désigné évêque de Maurienne par Victor-Amédée II de Savoie. Il est fait commandeur des Saints-Maurice-et-Lazare. |
| 1736 — 1741                                | vacance du siège                                                                                            | |
| 1741 — † 1756                              | Ignace-Dominique Grisella de Rosignan,                                                                      | |
| 1757 — 1778 (résigne)                      | cardinal Carlo Giuseppe Filippa della Martiniana Charles-Joseph Filippa,                                    | Comte de Martiniana. Fait prince d'Aiguebelle en 1768 par le roi Charles-Emmanuel, titre qui reviendra à ses successeurs au siège épiscopal de Maurienne. |
| 1780 — † 1792                              | Charles-Joseph Compans de Brichanteau,                                                                      | Désigné évêque d'Aqui, mais sans suites. |

### Période révolutionnaire et les évêques de Chambéry et de Genève (1802-1822)
En 1792, le duché de Savoie est annexé par la France révolutionnaire. Le diocèse de Maurienne est incorporé dans le nouveau diocèse de Chambéry-Genève, au sein du nouveau département du Mont-Blanc, et confié à l'évêque constitutionnel, François-Thérèse Panisset. Le concordat de 1802 met fin au diocèse de Maurienne, il est uni jusqu'en 1825 à celui de Chambéry.
| Dates       | Nom(s)                           | Éléments biographiques               |
| ----------- | -------------------------------- | ------------------------------------ |
| 1802 — 1805 | René des Monstiers de Mérinville | Titre : évêque de Chambéry et Genève |
| 1805 — 1823 | Irénée-Yves de Solle             | Titre : évêque de Chambéry et Genève |

### Restauration du diocèse de Maurienne (1825-1866)
| Dates       | Nom(s)                  | Éléments biographiques |
| ----------- | ----------------------- | --- |
| 1825 — 1840 | cardinal Alexis Billiet | Archevêque de Chambéry, membre fondateur de l’Académie de Savoie. |
| 1840 — 1876 | François-Marie Vibert   | Prince d’Aiguebelle, Assistant au trône pontifical, Noble et Comte romain. Chanoine et chancelier de l’archevêché de Chambéry, ensuite grand-vicaire et enfin évêque de Maurienne. Membre de l’Académie de Savoie. |
| 1876 — 1906 | Michel Rosset           | évêque in partibus de Parion, puis évêque de Maurienne, membre de l’Académie de Savoie. |
| 1906 — 1924 | Adrien Alexis Fodéré    | |
| 1924 — 1946 | Auguste Grumel          | |
| 1946 — 1954 | Frédéric Duc            | |
| 1954 — 1956 | Louis Ferrand           | |
| 1956 — 1960 | Joël Bellec             | Landivisiau, 1908 - Brest, 1988 |
| 1961 — 1966 | André Bontems           | Puis à partir de 1966, archevêque de Chambéry, évêque de Maurienne et de Tarentaise |

### Archevêque de Chambéry, Évêque de Maurienne et Évêque de Tarentaise
Le 26 avril 1966, un décret du Saint-Siège unit les diocèses de Chambéry, Moûtiers et Saint-Jean-de-Maurienne. Ce décret indique que les diocèses de Tarentaise et de Maurienne sont réunis « aeque principaliter » à l'archidiocèse de Chambéry « de telle sorte qu'il y ait un seul et même évêque à la tête des trois diocèses et qu'il soit en même temps archevêque de Chambéry, évêque de Maurienne et de Tarentaise ».

### Histoire du diocèse de Maurienne(1846)
(section « Bibliographie »)
1. ↑  Histoire du diocèse de Maurienne, 1846, p. 10-13 
(lire en ligne sur Gallica).
2. ↑  pp. 14-16 (lire en ligne sur Gallica).
3. 1 2  p. 17 (lire en ligne sur Gallica).
4. ↑  pp. 17-18 (lire en ligne).
5. 1 2  pp. 19-20 (lire en ligne).
6. ↑  pp. 20-22 (lire en ligne).
7. 1 2  pp. 22-23 (lire en ligne).
8. ↑  pp. 24-25 (lire en ligne).
9. ↑  pp. 25 (lire en ligne).
10. 1 2 3  pp. 26-27 (lire en ligne).
11. ↑  pp. 27-28 (lire en ligne).
12. ↑  pp. 28-29 (lire en ligne).
13. ↑  pp. 30 (lire en ligne).
14. 1 2  pp. 31-33 (lire en ligne).
15. 1 2  pp. 33-38 (lire en ligne).
16. ↑  pp. 39-40 (lire en ligne).
17. 1 2  p. 40 (lire en ligne).
18. 1 2  p. 41 (lire en ligne).
19. 1 2 3  pp. 42-44 (lire en ligne).
20. 1 2  pp. 44-46 (lire en ligne).
21. ↑  p. 46 (lire en ligne).
22. 1 2 3 4  pp. 48-52 (lire en ligne).
23. ↑  p. 47 (lire en ligne).
24. ↑  p. 56 (lire en ligne).
25. ↑  pp. 57-61 (lire en ligne).
26. ↑  pp. 62-63 (lire en ligne).
27. 1 2  p. 64 (en ligne).
28. 1 2 3 4  p. 69 (lire en ligne).
29. 1 2  pp. 70-73 (lire en ligne).
30. 1 2  p. 74 (lire en ligne).
31. ↑  p. 75 (lire en ligne).
32. 1 2 3 4  pp. 76-87 (lire en ligne).
33. 1 2  p. 95 (lire en ligne).
34. ↑  pp. 88-93 (lire en ligne).
35. ↑  p. 94 (lire en ligne).
36. 1 2  pp. 96-98 (lire en ligne).
37. 1 2  p. 99 (lire en ligne).
38. ↑  pp. 100-111 (lire en ligne).
39. ↑  p. 112 (lire en ligne).
40. ↑  pp. 113-115 (lire en ligne).
41. ↑  pp. 116-117 (lire en ligne).
42. 1 2  pp. 118-119 (lire en ligne).
43. ↑  pp. 120-124 (lire en ligne).
44. 1 2  pp. 125-133 (lire en ligne).
45. ↑  pp. 134-136 (lire en ligne).
46. ↑  pp. 137-141 (lire en ligne).
47. ↑  pp. 141-146 (lire en ligne).
48. ↑  pp. 147-149 (lire en ligne).
49. ↑  pp. 149-159 (lire en ligne).
50. ↑  pp. 159-165 (lire en ligne).
51. 1 2  pp. 240-247 (lire en ligne).
52. ↑  pp. 282-293 (lire en ligne).
53. 1 2  pp. 294-295 (lire en ligne).
54. 1 2 3  pp. 296-297 (lire en ligne).
55. 1 2 3  pp. 297-305 (lire en ligne).
56. ↑  pp. 305-328 (lire en ligne).
57. ↑  pp. 329-344 (lire en ligne).
58. ↑  pp. 344-348 (lire en ligne).
59. ↑  pp. 349-357 (lire en ligne).
60. ↑  pp. 358-359 (lire en ligne).
61. ↑  pp. 360-368 (lire en ligne).
62. ↑  pp. 369-378 (lire en ligne).
63. ↑  pp. 379-388 (lire en ligne).
64. ↑  pp. 389-400 (lire en ligne).

### Régeste genevois(1860)
(section « Bibliographie »)
1. ↑  Paul Lullin et Charles Le Fort, Régeste genevois : Répertoire chronologique et analytique des documents imprimés relatifs à l'histoire de la ville et du diocèse de Genève avant l'année 1312, Société d'histoire et d'archéologie de Genève, 1866, 542 p. (lire en ligne), p. 24, note n°74.
2. ↑  Acte du 2 septembre 1119 publié dans Paul Lullin et Charles Le Fort, Régeste genevois : Répertoire chronologique et analytique des documents imprimés relatifs à l'histoire de la ville et du diocèse de Genève avant l'année 1312, Société d'histoire et d'archéologie de Genève, 1866, 542 p. (lire en ligne), p. 71, note n°256.
3. ↑  Acte du 6 janvier 1146 publié dans Paul Lullin et Charles Le Fort, Régeste genevois : Répertoire chronologique et analytique des documents imprimés relatifs à l'histoire de la ville et du diocèse de Genève avant l'année 1312, Société d'histoire et d'archéologie de Genève, 1866, 542 p. (lire en ligne), p. 89, note n°315.

### Autres références
1. ↑  Florian Mazel, L'Evêque et le Territoire. L'invention médiévale de l'espace (Ve – XIIIe siècle) : L'invention médiévale de l'espace (Ve – XIIIe siècle), Le Seuil, coll. « L'Univers historique », 2016, 544 p. (ISBN 978-2-02-118312-2, lire en ligne), p. 212-216.
2. 1 2  Laurent Perrillat, « Géographie historique des diocèses de Savoie (conférence) », Les Rendez-vous de l’Académie salésienne, no 20,‎ 24 mai 2014, p. 30 (lire en ligne [PDF]).
3. 1 2 3  Jean Bellet, La cathédrale de Saint-Jean-de-Maurienne et ses dépendances : étude historique et archéologique, Jean Bellet (1899-1978), 1978, 169 p. (lire en ligne), p. 84Chanoine Jean Bellet (1899-1978).
4. 1 2  Besson 1759, p. 282-283 (lire en ligne).
5. ↑  Joseph Dessaix, La Savoie historique, pittoresque, statistique et biographique, Slatkine (1re éd. 1854), 781 p. (lire en ligne), p. 85.
6. ↑  Adolphe Gros, « Origine du mot "Maurienne" », Travaux de la Société d'histoire et d'archéologie de la province de Maurienne, t. 6,‎ 1924, p. 13 (lire en ligne).
7. ↑  Dominique Roget de Belloguet, « Commentaire sur l'étendue et les frontières du premier royaume de Bourgogne, d'après les vingt-cinq signatures épiscopales du concile d'Épaone, en 517 », Mémoires de l'Académie des sciences, arts et belles-lettres de Dijon,‎ 1848, p. 497 (lire en ligne).
8. 1 2 3 4 5  Besson 1759, p. 283  (lire en ligne sur Gallica).
9. ↑  Abbé Truchet 1867, p. 88 (lire en ligne sur Gallica).
10. 1 2 3 4 5 6 7  Lovie 1979, p. 16.
11. 1 2 3 4  Histoire de Savoie, 1983, p. 351.
12. ↑  Prieur Vulliez 1999, p. 24 (lire en ligne).
13. ↑  Abbé Truchet 1867, p. 91 (lire en ligne).
14. ↑  De Clercq, C [Auteur], trad. et notes par Jean Gaudemet et Brigitte Basdevant, Les Canons des conciles mérovingiens (VIe – VIIe siècles), coll. « Sources chrétiennes », 636 p. (ISBN 978-2-204-03185-1), chap. 354, p. 483.
15. 1 2  Abbé Truchet 1867, p. 92 (lire en ligne).
16. 1 2 3 4 5  Michel Germain, Personnages illustres des Savoie : "de viris illustribus", Lyon, Autre Vue, 2007, 619 p. (ISBN 978-2-915688-15-3), p. 347.
17. 1 2 3 4 5 6 7 8 9 10 11 12 13 14 15  Besson 1759, p. 284 (lire en ligne).
18. ↑  Abbé Truchet 1867, p. 132-133 (lire en ligne).
19. ↑  De Clercq, C [Auteur], trad. et notes par Jean Gaudemet et Brigitte Basdevant, Les Canons des conciles mérovingiens (VIe – VIIe siècles), coll. « Sources chrétiennes », 636 p. (ISBN 978-2-204-03185-1), chap. 354, p. 563.
20. 1 2 3  Prieur Vulliez 1999, p. 29 (lire en ligne).
21. ↑  Joseph Roman, dans la Revue historique (Paris) (1882) ou Alexis Billiet.
22. 1 2  Abbé Truchet 1867, p. 168-170 (lire en ligne).
23. 1 2 3  Prieur Vulliez 1999, p. 32 (lire en ligne).
24. ↑  Abbé Truchet 1867, p. 194 (lire en ligne).
25. 1 2  Lovie 1979, p. 79 réédition de 2013 (lire en ligne).
26. ↑  Abbé Truchet 1867, p. 187 (lire en ligne).
27. 1 2 3 4 5 6 7  Lovie 1979, p. 19.
28. ↑  Prieur Vulliez 1999, p. 36 (lire en ligne).
29. 1 2 3 4 5  Besson 1759, p. 285 (lire en ligne).
30. 1 2 3 4 5 6  Billiet, 1861, p. 14-15 (lire en ligne).
31. ↑  François Demotz, La Bourgogne, dernier des royaumes carolingiens : 855-1056 : roi, pouvoirs et élites autour du Léman, Lausanne, Volume 9 de Mémoires et documents publiés par la Société d'histoire de la Suisse romande, 2008, 764 p. (ISBN 978-2-940066-06-3), p. 408.
32. 1 2 3 4 5 6 7 8 9 10 11 12 13 14 15 16  Histoire de Savoie, 1984, p. 48.
33. 1 2  Georges de Manteyer, « Les origines de la maison de Savoie en Bourgogne (910-1060) », dans Mélanges de l'école française de Rome, 1899 (lire en ligne), chap. 19, p. 401-403.
34. 1 2  Lovie 1979, p. 24.
35. 1 2  (en) Charles Cawley, « Humbert », sur Foundation for Medieval Genealogy (consulté en mai 2020)
36. ↑  Bernard Demotz, François Loridon, 1000 ans d'histoire de la Savoie : La Maurienne, vol. 2, Cléopas, 2008, 845 p. (ISBN 978-2-9522459-7-5, mai 2020), p. 262.
37. 1 2 3 4 5 6  Besson 1759, p. 286 (lire en ligne).
38. 1 2 3 4 5 6 7  Florian Mazel, L'Evêque et le Territoire. L'invention médiévale de l'espace (Ve – XIIIe siècle) : L'invention médiévale de l'espace (Ve – XIIIe siècle), Le Seuil, coll. « L'Univers historique », 2016, 544 p. (ISBN 978-2-02-118312-2, lire en ligne), p. 215 (à vérifier).
39. 1 2 3 4 5 6 7  Besson 1759, p. 287 (lire en ligne).
40. ↑  Abbé Truchet 1867, p. 227 (lire en ligne).
41. ↑  Lovie 1979, p. 21.
42. 1 2 3 4  Jean Prieur et Hyacinthe Vulliez, Saints et saintes de Savoie, La Fontaine de Siloé, 1999, 191 p. (ISBN 978-2-84206-465-5, lire en ligne), p. 55-56.
43. 1 2  Abbé Truchet 1867, p. 223 et suivantes (lire en ligne).
44. 1 2 3 4 5  Besson 1759, p. 288 (lire en ligne).
45. ↑  Notice sur data.bnf.fr
46. 1 2 3  Ghislain Garlatti, Histoire des Marches : à l'ombre du Granier, chronique d'un village de Savoie, Montmélian, La Fontaine de Siloé, coll. « Les Savoisiennes », 2006, 157 p. (ISBN 978-2-84206-343-6, lire en ligne), p. 23.
47. ↑  Notice sur data.bnf.fr
48. 1 2 3 4 5 6  François Mugnier, Chronologies pour les études historiques en Savoie, Chambéry, Imprimerie de Ménard, 1884 (lire en ligne), p. 75.
49. ↑  Jean-Irénée Depéry, Histoire hagiologique de Belley ou recueil des vies des saints et des bienheureux nés dans ce diocèse, édition Bottier, 1834, p. 34-35 (Google livres).
50. 1 2  Besson 1759, p. 289 (lire en ligne).
51. ↑  Michel Germain, Personnages illustres des Savoie : "de viris illustribus", Lyon, Autre Vue, 2007, 619 p. (ISBN 978-2-915688-15-3), p. 148.
52. 1 2 3 4  Besson 1759, p. 290 (lire en ligne).
53. 1 2 3 4 5 6 7 8 9 10 11 12 13 14 15  Histoire de Savoie, 1984, p. 253.
54. ↑  Lovie 1979, p. 43.
55. ↑  Pierre Duparc, Le comté de Genève, (IXe – XVe siècles), t. XXXIX, Genève, Société d’histoire et d’archéologie de Genève, coll. « Mémoires et documents » (réimpr. 1978) (1re éd. 1955), 621 p. (lire en ligne), p. 144-145.
56. ↑  Gallia Christiana, 1771, volume 16, provinces de Vienne, Ecclesia Maurianensis, « XXXII Amedeus II » p. 630.
57. 1 2 3  Gabrielle Michaux, Le chapitre cathédral de Saint-Jean-de-Maurienne du XIe au XIVe siècle, Société d'histoire et d'archéologie de Maurienne (Volume 37), 2003 (ISSN 0336-0539), p. 74.
58. 1 2 3  Besson 1759, p. 291 (lire en ligne).
59. 1 2  François Mugnier, Chronologies pour les études historiques en Savoie, Imprimerie de Ménard (Chambéry), 1884, p. 76 (lire en ligne).
60. 1 2 3  Besson 1759, p. 292 (lire en ligne).
61. ↑  Besson 1759, p. 292 (lire en ligne).
62. ↑  Amédée de Foras, Amédée III (de Savoie ?) évêque de Maurienne (1235-1255) (lire en ligne), communication faite au Congrès des Sociétés savantes de Savoie (Chambéry août 1890). Publiée à l'Impression Bottero, 1890, 15 pages.
63. ↑  Lovie 1979, p. 46.
64. 1 2  Besson 1759, p. 293 (lire en ligne).
65. 1 2  Besson 1759, p. 294 (lire en ligne).
66. ↑  Adolphe Gros, Dictionnaire étymologique des noms de lieu de la Savoie, La Fontaine de Siloé, 1935 (réimpr. 2004, 2021) (1re éd. 1935), 519 p. (ISBN 978-2-84206-268-2, lire en ligne), p. 28.
67. 1 2  Besson 1759, p. 296 (lire en ligne).
68. 1 2 3 4 5 6  Besson 1759, p. 297 (lire en ligne).
69. 1 2 3 4 5 6 7 8 9 10  Lovie 1979, p. 55.
70. 1 2  Besson 1759, p. 298 (lire en ligne).
71. 1 2 3 4 5 6  Histoire de Savoie, 1984, p. 382-383.
72. 1 2 3  Besson 1759, p. 299 (lire en ligne).
73. ↑  (en) « Bishop Ogerio Moriset † », sur www.catholic-hierarchy.org, David M. Cheney (consulté en juin 2019).
74. 1 2 3  Lovie 1979, p. 56.
75. ↑  Frédéric Meyer, « Les élites diocésaines en Savoie à la fin du XVIIe siècle », Rives méditerranéennes, nos 32-33,‎ 2009, p. 173-189 (lire en ligne).
76. 1 2  Bernard Demotz, François Loridon, 1000 ans d'histoire de la Savoie : La Maurienne, vol. 2, Cléopas, 2008, 845 p. (ISBN 978-2-9522459-7-5), p. 56.
77. 1 2  Besson 1759, p. 301 (lire en ligne).
78. ↑  Jean Prieur et Hyacinthe Vulliez, Saints et saintes de Savoie, La Fontaine de Siloé, 1999, 191 p. (ISBN 978-2-84206-465-5, lire en ligne), p. 90-91.
79. ↑  Lovie 1979, p. 57.
80. ↑  (en) « Guillaume Cardinal d’Estouteville, O.S.B. † », sur www.catholic-hierarchy.org, David M. Cheney (consulté en juin 2019).
81. 1 2  Besson 1759, p. 302 (lire en ligne).
82. 1 2  Lovie 1979, p. 68.
83. ↑  (en) « Bishop Etienne de Morel † », sur www.catholic-hierarchy.org, David M. Cheney (consulté en juin 2019).
84. 1 2  Lovie 1979, p. 69.
85. ↑  (en) « Louis Cardinal de Gorrevod de Challand † », sur www.catholic-hierarchy.org, David M. Cheney (consulté en juin 2019).
86. ↑  Besson 1759, p. 303 (lire en ligne).
87. ↑  (en) « Bishop Jean-Philibert de Loriol de Châles † », sur www.catholic-hierarchy.org, David M. Cheney (consulté le 22 août 2012).
88. 1 2  Lovie 1979, p. 82.
89. 1 2 3  Besson 1759, p. 304 (lire en ligne).
90. ↑  (en) « B Girolamo Cardinal Recanati Capodiferro † », sur www.catholic-hierarchy.org, David M. Cheney (consulté le 22 août 2012).
91. ↑  (en) « Bishop Brandolesius de Trottis † », sur www.catholic-hierarchy.org, David M. Cheney (consulté le 22 août 2012).
92. 1 2  Besson 1759, p. 305 (lire en ligne).
93. ↑  (en) « Bishop Pierre de Lambert † », sur www.catholic-hierarchy.org, David M. Cheney (consulté le 22 août 2012).
94. ↑  Joseph-Antoine Besson, Mémoires pour l'histoire ecclésiastiques des diocèses de Genève, Tarantaise, Aoste et Maurienne, et du décanat de Savoye, Nancy, S. Henault, 1759, 506 p. (lire en ligne), p. 89, 328
95. 1 2 3 4 5 6  Lovie 1979, p. 103.
96. ↑  (en) « Archbishop Philibert François (Filiberto) Milliet de Faverges † », sur www.catholic-hierarchy.org, David M. Cheney (consulté le 22 août 2012).
97. 1 2  Besson 1759, p. 306 (lire en ligne).
98. ↑  (en) « Bishop Charles Bobba de Montferrat † », sur www.catholic-hierarchy.org, David M. Cheney (consulté le 22 août 2012).
99. ↑  (en) « Bishop Paul Milliet de Challes † », sur www.catholic-hierarchy.org, David M. Cheney (consulté le 22 août 2012).
100. 1 2 3  Besson 1759, p. 307 (lire en ligne).
101. ↑  (en) « Bishop Hercule Berzet † », sur www.catholic-hierarchy.org, David M. Cheney (consulté le 22 août 2012).
102. ↑  (en) « Bishop Francesco Giacinto Valperga di Masino † », sur www.catholic-hierarchy.org, David M. Cheney (consulté le 22 août 2012).
103. ↑  (en) « Bishop Ignace-Dominique Grisella de Rosignan † », sur www.catholic-hierarchy.org, David M. Cheney (consulté le 22 août 2012).
104. ↑  (en) « B Carlo Giuseppe Cardinal Filippa della Martiniana † », sur www.catholic-hierarchy.org, David M. Cheney (consulté le 22 août 2012).
105. ↑  (en) « Bishop Charles-Joseph Compans de Brichanteau † », sur www.catholic-hierarchy.org, David M. Cheney (consulté le 22 août 2012).
106. ↑  Rubrique « Histoire et géographie » du site www.catholique-savoie.fr (lire en ligne).

#### Ouvrages généraux
- Archevêque Alexis Billiet, « Mémoire sur les premiers évêques du diocèse de Maurienne », Mémoires de l'Académie impériale de Savoie, 2e série, t. 4,‎ 1861, p. 277-340 (lire en ligne)
- Michèle Brocard, Maurice Messiez-Poche, Pierre Dompnier, Histoire des communes savoyardes : La Maurienne - Chamoux - La Rochette (vol. 3), Roanne, Éditions Horvath, 1983, 558 p. (ISBN 978-2-7171-0289-5), p. 306-335. (lire en ligne)
- Réjane Brondy, Bernard Demotz, Jean-Pierre Leguay, Histoire de Savoie : La Savoie de l'an mil à la Réforme, XIe-début XVIe siècle, Ouest France Université, 1984, 626 p. (ISBN 2-85882-536-X). , notamment les tableaux de synthèse, reprenant les travaux du chanoine Gros (ci-après).
- Jean Prieur, Aimé Bocquet, Michelle Colardelle, Jean-Pierre Leguay, jean Loup, Jean Fontanelle, Histoire de la Savoie : La Savoie des origines à l'an mil : Histoire et archéologie, Rennes, Ouest France Université, 1983, 442 p. (ISBN 2-85882-495-9). .

#### Ouvrages sur le diocèse
- Annuaire historique 1850 (année 1851), p. 142-144
- Gallia Christiana — t.XVI, « Provinces de Vienne », Impr. valentinoise, 1865 (lire en ligne), p. 613-634, « Ecclesia Maurianensis »
- Ambroise Angley, Histoire du diocèse de Maurienne, Saint-Jean-de-Maurienne, impr. de J.-B. Héritier, 1846, 500 p. (lire en ligne)Ambroise Angley (1789-1852), historien et prêtre (Chanoine).
- Joseph-Antoine Besson, Mémoires pour l'histoire ecclésiastique des diocèses de Genève, Tarentaise, Aoste et Maurienne et du décanat de Savoye, S. Hénault, 1759 (copie de l'exemplaire bibliotheque cant. et univ. lausanne), 506 p. (lire en ligne)
- Alexis Billiet, Mémoires sur les premiers évêques du diocèse de Maurienne tiré des mémoires de l'académie de Savoie, Puthod, 1861, 340 p. (lire en ligne)
- Chanoine Adolphe Gros, Histoire de la Maurienne :
  - Histoire du diocèse de Maurienne. T. I, Des origines au XIVe siècle : Chambéry, Tarentaise, Maurienne, 1948, 333 p. .
  - Histoire du diocèse de Maurienne. T. II, Du XIVe siècle à la Révolution : Chambéry, Tarentaise, Maurienne, 1948, 371 p. .
- Jacques Lovie, Histoire des diocèses de France : Chambéry, Tarentaise, Maurienne, vol. 11, Paris, Éditions Beauchesne, 1979, 299 p. (ISSN 0336-0539). . ([PDF] Introduction et Chapitre Premier, en ligne)
- Jean Prieur et Hyacinthe Vulliez, Saints et saintes de Savoie, La Fontaine de Siloé, 1999, 191 p. (ISBN 978-2-84206-465-5, lire en ligne), p. 85-86. .
- Savey, vicaire général de Mgr de Rosignan, « Briève notice du Diocèse de Maurienne », Travaux de la Société d'histoire et d'archéologie de Maurienne, Chambéry, vol. 3,‎ 1871, p. 37-83 (lire en ligne)publication partielle. Notamment le tableau des évêques de 568 à 1841
- Saturnin Truchet, Histoire hagiographique du diocèse de Maurienne, Chambéry, Puthod, 1867, 346 p. (lire en ligne). Saturnin Truchet (1828-1904), prêtre (chanoine) et historien, 2e président de la Société d'histoire et d'archéologie de Maurienne.